# شيماء الصباغ
شيماء الصباغ (يناير 1984 - 24 يناير 2015) الملقبة شهيدة الورد شاعرة وناشطة حقوقية مصرية من مدينة الإسكندرية وعضو في حزب التحالف الشعبي الاشتراكي المصري، لقيت مصرعها يوم السبت الموافق 24 يناير 2015 بميدان التحرير بالقاهرة أثناء مشاركتها مع عدد من أعضاء حزب التحالف الشعبي الاشتراكي في مسيرة لإحياء الذكرى الرابعة لثورة 25 يناير بتقديم أكاليل الزهور على أرواح شهداء الثورة، حيث أصيبت بخرطوش ناري في الوجه على يد أحد ضباط الشرطة بالأمن المركزي المصري الملازم أول ياسين محمد حاتم، أثناء واقعة اشتباك بين مسيرة التحالف وقوات الأمن المركزي.

## عنها
نشأت شيماء في أسرة متوسطة بمنطقة غيط الصعيدي بالإسكندرية، وتزوجت من أسامة السحلي الأستاذ بكلية التربية النوعية بجامعة الإسكندرية، وأنجبت «بلال» الذي كان يبلغ من العمر 6 سنوات عند مقتلها، وعملت بالنشاط السياسي منذ شبابها، حيث انضمت إلى الحركة الوطنية المصرية من أجل التغيير عام 2002 بعدما كانت عضوة في العديد من الحركات الاجتماعية والسياسية الشبابية، وفي الثورة المصرية التحقت الصباغ سنة 2012 بحزب التحالف الشعبي الاشتراكي وعملت مسؤولة مكتب العمال بأمانة الإسكندرية، وقد عرفت الصباغ بمشاركتها في جميع الوقفات والمسيرات طيلة أيام الثورة، وكانت تهتف وتقود المسيرات، وكانت تحشد المصريين وتجمعهم في ميدان التحرير من خلال مواقع التواصل الاجتماعي، كما شاركت رفقة عدد من الفنانين في تظاهرة فنية أمام مركز الأبداع بوسط الإسكندرية، واشتهرت الصباغ في الاحتجاجات والمسيرات والتي كانت تقودها بالهتافات في الكثير من المسيرات.
شاركت شيماء في تأسيس حركة 28 يناير بالقاهرة عام 2012 أثناء التظاهرات التي تلت الحكم في قضية الرئيس الأسبق محمد حسني مبارك ووزرائه اعتراضا عليه، حيث تولت شيماء مسؤولية الحركة في الإسكندرية، كما أسست مع مجموعة من شباب الإسكندرية حركة التضامن العمالي في أواخر عام 2012 بهدف تقديم الدعم للحراك العمالي حيث نقلت نشاطها العمالي إلى الحزب. وكانت تنشط في تلك الفترة في توزيع إحدى المجلات التي تنشر الوعي الثوري بالإسكندرية.
خرجت في العديد من المسيرات المدافعة على حقوق الكادحين، ونظمت العديد من الاعتصامات العمالية والاضرابات، ولعبت دورا كبيرا في دعم قطاع الغزل بالإسكندرية.
وفي أواخر عام 2014 قامت بمشاركة شباب الحزب وبعض قيادات العمال بتأسيس الكتلة العمالية في الإسكندرية وهي عبارة عن تحالف عمالي سياسي نشأ في عدة محافظات يهدف إلى تمثيل العمال سياسيا ودعم مشاركتهم كمرشحين في الانتخابات.

## مقتلها
في يوم 24 يناير من عام 2015، لقيت الناشطة الحقوقية شيماء الصباغ مصرعها، وذلك إثر إصابتها بخرطوش ناري في الوجه أثناء فض قوات الأمن مسيرة للتحالف لتأبين ضحايا ثورة 25 يناير وإحياء ذكرى الثورة، وبعد ساعات من إطلاق النار حملها أحد المشاركين بالوقفة لمحاولة إسعافها بإحدى الشوارع الجانبية بوسط البلد وسط نزيف شديد من رأسها حتى لقيت مصرعها قبل أن يتم إسعافها، وقد تم نشر مقاطع فيديو على مواقع الإنترنت اثناء مصرعها.
بعد مرور ما يقرب من عامين، أصدرت محكمة جنايات القاهرة التي انعقدت في 19 يونيو عام 2017 بالتجمع الخامس، حكمها في قضية مقتل الناشطة السياسية شيماء الصباغ مسؤولة الإعلام بحزب التحالف الشعبي الاشتراكي بالإسكندرية، بمعاقبة الملازم أول ياسين حاتم، الضابط بقطاع الأمن المركزي، بالسجن المشدد لمدة 10 سنوات.، وفي 22 أكتوبر عام 2017 تقدم المحامي فريد الديب، بمذكرة طعن أمام محكمة النقض على الحكم الصادر ضد ضابط الشرطة المتهم بقتل الناشطة شيماء الصباغ، ويعد الطعن الذي قدمه فريد الديب هو الثاني، حيث كان قد حكم أول درجة صادر من محكمة جنايات القاهرة، برئاسة المستشار مصطفى حسن عبد الله، بالسجن المشدد لمدة 15 عامًا ضد الضابط المتهم، إلا أن محكمة النقض، قبلت الطعن المقدم منه على الحكم، وأمرت بإعادة محاكمته.

### تطورات القضية
12 فبراير 2015أصدر النائب العام المستشار هشام بركات قراراً بحظر النشر في واقعة مقتل الناشطة الصحفية شيماء الصباغ.
17 مارس 2015أعلن النائب العام المستشار هشام بركات، إحالة الملازم ياسين حاتم إلى محكمة الجنايات في واقعة مقتل الناشطة السياسية شيماء الصباغ عضو حزب التحالف الشعبي الاشتراكي.
24 مارس 2015قال المتحدث الرسمي لمصلحة الطب الشرعي هشام عبد الحميد «إن طلقات الخرطوش التي أصابت شيماء الصباغ كان من المفترض ألا تؤدي لموتها إطلاقها من مسافة ثمانية أمتار لكنها توفيت بسبب نحافتها.»
10 مايو 2015نظرت محكمة جنايات القاهرة المنعقدة بأكاديمية الشرطة، الجلسة الأولى لمحاكمة ضابط الأمن المركزي ياسين حاتم المتهم بقتل الناشطة الحقوقية شيماء الصباغ.
11 يونيو 2015حكمت محكمة جنايات القاهرة على ضابط الأمن المركزي الملازم ياسين محمد حاتم، المتهم بقتل الناشطة شيماء الصباغ بالسجن لمدة 15 عاما.
24 أكتوبر 2015أيدت محكمة جنح مستأنف قصر النيل، الحكم الصادر من محكمة أول درجة ببراءة 17 من قيادات وأعضاء حزب التحالف الشعبي الاشتراكي في قضية اتهامهم بتنظيم تظاهرة بغير إخطار مسبق على نحو يخالف القانون والتي راح ضحيتها أحد الناشطات بالحزب وهي شيماء الصباغ.
14 فبراير 2016قررت محكمة النقض بقبول الطعن المقدم من ضابط الشرطة الملازم ياسين محمد حاتم على حكم محكمة جنايات القاهرة، بمعاقبته بالسجن المشدد 15 عاما.
15 أكتوبر 2016قررت محكمة جنوب القاهرة برئاسة المستشار أحمد أبو الفتوح سليمان، والتي عُقدت بمحكمة التجمع الخامس تأجيل إعادة محاكمة الملازم أول ياسين محمد حاتم الضباط بقطاع الأمن المركزي والمتهم بقتل الناشطة شيماء الصباغ.
20 نوفمبر 2016أجلت محكمة جنوب القاهرة محاكمة الضابط ياسين محمد حاتم المتهم في قضية مقتل الناشطة شيماء الصباغ، خلال المظاهرة المقامة في ميدان التحرير للذكرى الرابعة لثورة 25 يناير لجلسة 22 ديسمبر، وذلك لاستكمال مناقشة شهود الإثبات.
22 ديسمبر 2016أجلت محكمة جنوب القاهرة المنعقدة بمحكمة التجمع الخامس برئاسة المستشار أحمد أبو الفتوح سليمان إعادة محاكمة الملازم أول ياسين محمد حاتم إلى جلسة 19 فبراير 2017.
19 فبراير 2017خلال الجلسة تقدمت النيابة بمرافعة تضمنت اتهامها للضابط بالتسبب في ترك طفل يتيماً وأمرت الدائرة 25 بمحكمة جنايات جنوب القاهرة، برئاسة المستشار أحمد أبو الفتوح سليمان، بالتحفظ على الضابط ياسين محمد حاتم المتهم بقتل شيماء الصباغ، وذلك بعدما قررت حجز القضية لجلسة 19 يونيو 2017، للنطق بالحكم.
19 يونيو 2017حكمت محكمة جنايات القاهرة التي عقدت بالتجمع الخامس، اليوم الإثنين، بمعاقبة الملازم أول ياسين محمد حاتم، الضابط بقطاع الأمن المركزي، بالسجن المشدد لمدة 10 سنوات.
22 أكتوبر 2017تقدم المحامي فريد الديب، بمذكرة طعن أمام محكمة النقض على الحكم الصادر ضد ضابط الشرطة المتهم بقتل الناشطة شيماء الصباغ مسئولة الإعلام بحزب التحالف الشعبي الاشتراكي بالإسكندرية، حيث قضت محكمة جنايات القاهرة في يونيو الماضي بالسجن المشدد لمدة 10 سنوات على «ياسين حاتم» الضابط بقطاع الأمن المركزي، ويعد الطعن الذي قدمه فريد الديب هو الثاني، حيث كان قد حكم أول درجة صادر من محكمة جنايات القاهرة، برئاسة المستشار مصطفى حسن عبد الله، بالسجن المشدد لمدة 15 عامًا ضد الضابط المتهم، إلا أن محكمة النقض، قبلت الطعن المقدم منه على الحكم، وأمرت بإعادة محاكمته، وكان الحكم بالسجن المشدد 10 سنوات ضد الضابط بعد إعادة محاكمته.
10 يونيو 2020تم قبول طعن الضابط المتهم بقتل شيماء الصباغ، على حكم سجنه 10 سنوات مشدد وتخفيف العقوبة للسجن 7 أعوام.